# شهرستان کالامازو (میشیگان)
شهرستان کالامازو، میشیگان (به انگلیسی: Kalamazoo County, Michigan) یک سکونتگاه مسکونی در ایالات متحده آمریکا است که در میشیگان واقع شده‌است.